# Ruhewasserspiegel

Geometrie einer trochoidalen Tiefwasserwelle: Zur Definition der Wellenlänge, des Ruhewasserspiegels, der Wellenhöhe, der horizontalen und der vertikalen Wellenasymmetrie.

Die Oberfläche eines Gewässers wird als Ruhewasserspiegel bezeichnet, wenn – wie etwa bei Windstille – keinerlei Wasserspiegelauslenkung stattfindet. Da ortsfeste Bauwerke in einem Gewässer bei zusätzlicher Abwesenheit von Strömungen im Bereich ihrer Benetzung ausschließlich durch den hydrostatischen Wasserdruck belastet werden, bildet der Ruhewasserspiegel für jede instationäre, dynamische Wasserwellenbewegung das Bezugsniveau.
Bei Wellenfolgen ist er dadurch definiert, dass die Querschnittsfläche unter dem Wellenberg (über dem Ruhewasserspiegel) gleich derjenigen des Wellentales (unter dem Ruhewasserspiegel) ist, vergl. schraffierte Flächen in der Abbildung rechts.
Schwerewellen weichen in ihrer Gestalt von der regelmäßigen Kosinusform in derart ab, dass sie sowohl horizontal als auch vertikal asymmetrisch sind.
Ihre maximale Auslenkung {\displaystyle H_{\mathrm {o} }} vom Ruhewasserspiegel  nach oben (positiv) wird als Wellenkamm bezeichnet und ihre maximale Auslenkung {\displaystyle H_{\mathrm {u} }} nach unten (negativ) als Wellental. Die Summe der Beträge beider benachbarter Maximalauslenkungen ist als  Wellenhöhe
{\displaystyle H=H_{\mathrm {o} }+H_{\mathrm {u} }}
definiert. Dabei übertrifft die maximale positive Wasserspiegelauslenkung {\displaystyle H_{\mathrm {o} }} in ihrem Betrage umso mehr die maximale negative Wasserspiegelauslenkung {\displaystyle H_{u}}, je geringer die Wassertiefe wird. Bei Wellen im Flachwasserbereich kann die Höhe des Wellenberges bis zu 3/4 der gesamten Wellenhöhe {\displaystyle H} ausmachen, während das Wellental {\displaystyle H/4} unter dem Ruhewasserspiegel liegt.
Die horizontale Wellenasymmetrie wird durch den Quotienten
{\displaystyle H_{\mathrm {o} }/H_{\mathrm {u} }>1}
charakterisiert und die vertikale Wellenasymmetrie bezieht sich auf die Anteile der Längen des Kammbereiches {\displaystyle L_{\mathrm {B} }} und des Talbereiches {\displaystyle L_{\mathrm {T} }} an der Wellenlänge
{\displaystyle L=L_{\mathrm {T} }+2\cdot L_{\mathrm {B} }/2}
{\displaystyle L_{B}/L_{T}<1}
Bei Trochoidenwellen liegt der Ruhewasserspiegel um das Maß
{\displaystyle \delta ={\frac {\pi \cdot r^{2}}{L}}=r-H_{\mathrm {u} }}
unter dem Orbitalkreismittelpunkt.